# 遙かなる帰郷
『遙かなる帰郷』（はるかなるききょう、原題：La tregua）は、1997年制作のイタリア・フランス・ドイツ・スイス映画。
アウシュヴィッツ強制収容所から奇跡的に解放されたイタリアのユダヤ人作家プリーモ・レーヴィが、故郷イタリアへ戻るまでの8か月の旅を書き記した記録文学のベストセラー『休戦』（La tregua）の映画化。フランチェスコ・ロージ監督。

## あらすじ
第二次世界大戦末期の1945年1月、アウシュヴィッツから解放されたユダヤ人作家プリーモ・レーヴィは、故郷イタリアへ戻るべくヨーロッパ各国を旅する。
彼は急にもたらされた自由に喜びつつも戸惑うが、様々な人達の優しさに触れるうち、“生”の素晴らしさを再発見していく。

## キャスト
- プリーモ・レーヴィ：ジョン・タトゥーロ（吹替：平田広明）
- モルド：ラデ・シェルベッジア（吹替：小川真司）
- ロヴィ大佐：テコ・セリオ（吹替：宝亀克寿）
- チェザーレ：マッシモ・ギーニ（吹替：後藤敦）
- ダニエーレ：ステファノ・ディオニジ
- フェラーリ：クラウディオ・ビシオ
- イリーナ：タチアナ・メスシェルキナ（吹替：落合るみ）
- ガリーナ：アグニェシュカ・ヴァグネル
- フローラ：ロレンツァ・インドーヴィナ

※英語の部分のみ日本語吹替。

## 受賞
- 第42回ダヴィッド・ディ・ドナテッロ賞（1997年）
  - 作品賞
  - 監督賞（フランチェスコ・ロージ）
  - プロダクション賞（レオ・ペスカローロ、グイド・デ・ラウレンティス）
  - 編集賞（ルッジェーロ・マストロヤンニ、ブルーノ・サランドレア）[1]

- 1997年度イタリア・ゴールデングローブ賞撮影賞（パスクァリーノ・デ・サンティス、マルコ・ポンテコルヴォ）[2]

## 備考
体験者であり原作者のプリーモ・レーヴィは映画化の企画を喜んだが、その1週間後に事故死した（自殺とする説もあるが、遺書などの確たる証拠はない）。